# カンデオ・ホスピタリティ・マネジメント
株式会社カンデオ・ホスピタリティ・マネジメントは、ホテル開発・ホテル運営・ホテルコンサルティング業務を行う会社である。

## 会社概要
2005年（平成17年）7月に株式会社カンデオ・ホスピタリティ・マネジメントを設立。 その後、カンデオホテルズ（CANDEO HOTELS）のチェーン展開を開始。 
2007年（平成19年）9月に国内1・2号店となるカンデオホテルズ菊陽熊本空港/大津熊本空港を同時開業。
2014年（平成26年）12月に国内10店舗目となるカンデオホテルズ福岡天神を開業。
2019年（令和1年）10月には国内20店舗目となるカンデオホテルズ大宮を開業。
2025年（令和7年）3月現在、全国に28施設5,770室をチェーン展開している。
2025年3月時点の全従業員数は548名。

## 事業概要
カンデオホテルズ（CANDEO HOTELS）の名称で、上質なデザインと機能性を併せ持った”唯一無二の４つ星ホテル”を全国に展開。
国内のみならず海外からのお客様も多く、特に最上階の大浴場（スカイスパ）、シモンズ製のベッドを常備した居住性の高い客室、手作りメニューの食べ合わせにこだわる健康朝食は、ホテルの特徴的なサービスとなっている。
「カンデオ（CANDEO）」の由来はラテン語で「光り輝く」という意味で、英語の「Candle」（ろうそく）の語源になった言葉。
ホテルに集うお客様や従業員など、ホテルに関わる全員が光り輝く場所として「カンデオホテルズ」は存在するという考えからネーミングされた。

## 沿革
創業当初の出店はロードサイドへの出店が中心であり、1・2号店としてカンデオホテルズ菊陽熊本空港店/大津熊本空港店（熊本）を同時開業。その後、静岡島田店・半田店（愛知）・茅野店（長野）・福山店（広島）・佐野店（栃木）・亀山店（三重）の8施設を2007年から2008年にかけて開業させた。開業当初より業界初となる施設の最上階に大浴場（スカイスパ）とサウナを設置することで他社ホテルとの差別化を実現。
その後は大都市や地方都市への出店を進め、2010年に上野公園店（東京）、2014年に福岡天神店、2015年に松山店（愛媛）を開業。日本の「和」のデザイン要素を館内に取り入れ、海外のお客様にも日本文化を体感いただけるよう工夫がなされている。
その後、一気に大都市への出店が相次ぎ、2017年に大阪なんば店・THE SINGULARI HOTEL & SKYSPA at UNIVERSAL STUDIOS JAPAN店（大阪）・東京六本木店・東京新橋店の4店舗、2018年には広島八丁堀店・奈良橿原店・神戸トアロード店・大阪岸辺店の4店舗、2019年には大宮店（埼玉）を立て続けに開業。客室内に日本家屋の「こあがり」スペースを設け、複数利用時の憩いスペースやエキストラベッドとして活用できる仕様となっている。
また、コロナ禍になっても出店計画を遅らせることなく、2020年に長崎新地中華街店、南海和歌山店の2店舗を開業。
2021年に出店した京都烏丸六角店では市の指定文化財に指定されている京町家をロビースペースとして活用した造りとなっており、伝統的な日本家屋と最新のホテルの融合デザインが海外のお客様に人気を博している。
また、2022年には熊本市の中心エリアに熊本新市街店、JR宇都宮駅直結の商業施設ウツノミヤテラスの核テナントとして宇都宮店を開業し、2023年には大阪ミナミエリアで有名な三津寺の本堂とホテルを一体化させた新たな取組みのホテル心斎橋店を開業させた。
直近では、2024年にチェーン初の宴会場サービスを導入した枚方店（大阪）、また大阪堂島浜にチェーン最大級の大阪ザ・タワー店を開業。大阪ザ・タワーはオールディダイニングのレストランサービスやギネスに認定された地上127.426ｍのインフィニティ露天風呂が注目されている。
今後、創業30周年の2035年5月31日までに国内外を含めグローバルに10,000室チェーンへの成長を目指している。

## 施設の特徴
施設の特徴としては、ホテルチェーンで唯一、全施設にスカイスパ（露天風呂・内湯・サウナ/水風呂（男性）・ミストサウナ（女性））を完備している（上野公園を除く/京都烏丸六角は外気浴）。スカイスパに併設するサウナは、ラグジュアリーな雰囲気と開放的な露天エリアでの外気浴が評価され、今行くべき全国のサウナ施設をランキング・表彰するサウナ界のミシュラン「SAUNACHELIN（サウナシュラン）2020」にて特別賞を受賞した。同社はサウナの魅力をさらに追究するため、「サウナ、水風呂、外気浴」の3ステップの品質を見直し、 2021年5月より外気浴用の椅子（通称：ととのい椅子）を各施設に設置した。
客室は、開放感のある大きな窓と、15㎡～23㎡を基準とした広めのダブルルーム・ツインルームを主体とした構成で居住性を高めている。また、ベッドは「世界のベッド」で名高いシモンズ製を全室に設置することで、究極の眠りの提供を実現。エントランス、ロビー、廊下、エレベーターなどの共用部随所に日本の匠の技術を生かしたデザインを導入し、空間をトータルプロデュースしている。
また、各施設での手づくり料理や地域の食材を取り入れた朝食では、同社オリジナルの食べあわせをベースとした日本の食文化体験ができる和洋折衷のビュッフェスタイルで提供している。素材は、毎日届けられるそのときどきの旬の食材を使用し、施設ごとにご当地限定メニューを取り入れている。
ロビーには地域ごとに特色のあるモチーフをデザインしたシャンデリアが設置されている（大宮は盆栽、南海和歌山は和歌山城、長崎中華街は眼鏡橋）。大都市に出店する施設ではフロント・ロビー・レストランを上層階に配置することで眺望の良さにこだわり、非日常の空間演出を実現している。

## 受賞歴
- 2012年：日経ビジネス「世界に誇る、日本の商品100」に選出（「日経ビジネス」2012年10月15日号）

- 2012年：日経ビジネスが実施した 「選ばれるホテル ビジネスパーソン6,500人に聞いたホテル満足度ランキング」で第1位を獲得（「日経ビジネス」2012年7月23日号）
- 2012年：日経ビジネス「次代を創る100人」に代表取締役会長兼社長の穂積輝明氏が選出（「日経ビジネス」2012年10月29日号）
- 2015年：「ダイヤモンド経営者倶楽部」で年間最優秀賞にあたる大賞「マネジメント・オブ・ザ・イヤー 2015」を受賞
- 2017年：日経ビジネス「ビジネスパーソンに聞く後悔しない空港ホテル5000人満足度ランキング ビジネスホテル編」第1位を獲得（「日経ビジネス」2017年10月23日号）
- 2020年：プロサウナー11人が選ぶ 今行くべき全国のサウナ施設 「サウナシュラン 2020」特別賞を受賞
- 2024年：大阪ザ・タワーの露天風呂が「建造物内の最も高層階にあるインフィニティ露天風呂/ Highest outdoor infinity public bath in a building」として正式にギネス世界記録に認定される（2024年7月11日認定）

## 運営中のホテル一覧
- カンデオホテルズ菊陽熊本空港（熊本県菊池郡菊陽町）2007年9月10日開業。
- カンデオホテルズ大津熊本空港（熊本県菊池郡大津町）2007年9月10日開業。
- カンデオホテルズ静岡島田（静岡県島田市）2007年11月14日開業。
- カンデオホテルズ半田（愛知県半田市）2008年4月4日開業。
- カンデオホテルズ茅野（長野県茅野市）2008年4月8日開業。
- カンデオホテルズ福山（広島県福山市）2008年6月4日開業。
- カンデオホテルズ佐野（栃木県佐野市）2008年6月10日開業。
- カンデオホテルズ亀山（三重県亀山市）2008年6月28日開業。
- カンデオホテルズ上野公園 （東京都台東区）2010年4月16日開業。
- カンデオホテルズ福岡天神（福岡県福岡市）2014年12月17日開業。
- カンデオホテルズ松山大街道（愛媛県松山市）2015年8月8日開業。
- カンデオホテルズ大阪なんば（大阪府大阪市）2017年7月15日開業。
- THE SINGULARI HOTEL & SKYSPA at UNIVERSAL STUDIOS JAPAN（大阪府大阪市）2017年8月26日開業。
- カンデオホテルズ東京六本木（東京都港区）2017年10月17日開業
- カンデオホテルズ東京新橋（東京都港区）2018年1月11日開業
- カンデオホテルズ広島八丁堀　(広島県広島市）2018年2月9日開業
- カンデオホテルズ奈良橿原（奈良県橿原市）2018年2月15日に開業
- カンデオホテルズ神戸トアロード（兵庫県神戸市）2018年4月16日開業
- カンデオホテルズ大阪岸辺（大阪府吹田市）2018年11月17日開業。
- カンデオホテルズ大宮（埼玉県さいたま市）2019年10月1日開業。
- カンデオホテルズ長崎新地中華街（長崎県長崎市）2020年3月16日開。
- カンデオホテルズ南海和歌山（和歌山県和歌山市）2020年7月3日開業。
- カンデオホテルズ京都烏丸六角（京都府京都市）2021年6月6日開業。
- カンデオホテルズ熊本新市街（熊本市中央区）2022年7月10日開業。
- カンデオホテルズ宇都宮（栃木県宇都宮市）2022年8月26日開業。
- カンデオホテルズ大阪心斎橋（大阪府大阪市）2023年11月26日開業。
- カンデオホテルズ大阪枚方（大阪府枚方市）2024年6月30日開業。
- カンデオホテルズ大阪ザ・タワー（大阪府大阪市）2024年7月17日開業。

## テレビ番組
- Biz スクエア 好調！カンデオホテルズ~コロナ禍でも続々開業できるワケは~

（2021年11月16日、BS-TBS）
- 日経スペシャル カンブリア宮殿 リーズナブルでリッチな気分 新感覚！豪華 四つ星ホテル

（2022年5月19日、テレビ東京）- 会長兼社長 穂積輝明出演
- 日経スペシャル ガイアの夜明け ホテルが進化！危機からの大逆転

（2022年12月23日、テレビ東京）- 会長兼社長 穂積輝明出演
- 日経スペシャル ガイアの夜明け ビジネスホテル戦争~日本-アパvs世界王者

（2024年12月13日、テレビ東京）- 会長兼社長 穂積輝明出演